# 김천 청암사 수도암 동·서 삼층석탑
김천 청암사 수도암 동·서 삼층석탑(金泉 靑巖寺 修道庵 東·西 三層石塔)은 대한민국 경상북도 김천시 청암사 수도암에 있는, 남북국 시대의 삼층석탑이다. 1963년 1월 21일 대한민국의 보물 제297호로 지정되었다.

## 개요
대적광전을 중심으로 하여 동·서쪽에 서 있는 쌍탑으로, 신라 헌안왕 3년(859)에 도선국사가 세웠다는 설이 전해온다. 앞 뜰이 좁아서 탑과 법당과의 거리가 가깝다.
동탑은 단층의 기단(基壇) 위에 3층의 탑신(塔身)을 올린 모습으로 기단의 각 면에는 모서리기둥을 얕게 새겼다. 탑신부에서는 1층 몸돌이 위가 좁고 밑이 넓은 독특한 형태를 보이고 있는데, 각 면에는 4각형의 감실(龕室:불상을 모시는 방)을 두고 그 안에 여래좌상을 도드라지게 새겼다. 2·3층의 몸돌에는 각 모서리 마다 기둥 모양을 새겨 놓았다. 지붕돌은 얇고 넓으며, 받침은 4단으로 구성되어 있다.
서탑은 2단의 기단 위에 3층의 탑신을 올렸다. 1층 몸돌에 비해 2층 몸돌이 크게 줄었으나 3층 몸돌은 2층과 비슷하다. 1층 몸돌의 각 모서리에는 기둥만 새겨져 있고, 그 사이에 여래좌상이 조각되어 있다. 지붕돌은 동탑보다 얇고 넓으며 밑받침은 5단이다.
두 탑은 통일신라 중기 이후에 만들어진 것으로 짐작되며, 곳곳에서 특이한 수법을 보여주고 있는데, 동탑은 1층 몸돌의 위가 좁고 감실을 두고 있다는 점이 특징이고 서탑은 지붕돌 밑의 간격과 지붕돌이 넓다는 것이 특징이다.

## 같이 보기
- 청암사

## 참고 자료
- 김천 청암사 수도암 동·서 삼층석탑 - 국가유산청 국가유산포털